# IMG Soccer Academy
L'IMG Soccer Academy est un centre de formation de joueurs de soccer américain situé à Bradenton en Floride. Cette structure héberge le programme de formation continue sections U17 et U16 de l'équipe nationale américaine de soccer.
L'IMG Soccer Academy fait partie d'un plus vaste complexe, les académies IMG qui sont un vaste ensemble d'entrainement au sport de haut niveau.

## Historique
Après avoir accueilli la Coupe du monde de football 1994, la Fédération des États-Unis de soccer lance le Project 2010 qui a pour objectif de faire de la sélection américaine, un prétendant sérieux à la Coupe du monde 2010. Deux programmes sont issus du Project 2010, Génération Adidas (initialement baptisé Project-40) lancé en 1997 et l'IMG Soccer Academy.
Le programme de l'IMG Soccer Academy débute en janvier 1999 afin de permettre aux meilleurs jeunes joueurs du pays de s'entrainer dans un cadre professionnel alors que les équipes de Major League Soccer n'ont pas encore développé d'académies propres. C'est en 2002 que sont construites les infrastructures spécifiques au football.

## Bradenton Academics
L'équipe des Bradenton Academics a été créée en 1998 et évolue en Premier Development League, la 4e division américaine et plus haut niveau amateur. Cette équipe accueille les jeunes joueurs de l'IMG Soccer Academy